# Mota Amaral
João Bosco Soares da Mota Amaral, né le 15 avril 1943 à Ponta Delgada, est un homme politique portugais, membre du Parti social-démocrate (PPD/PSD).

## Formation et carrière
Né sur l'île de São Miguel, il achève ses études secondaires en 1960, recevant le « prix national ». Il obtient cinq ans plus tard une licence en droit à l'université de Lisbonne, où il présente l'année suivante une thèse de sciences politiques et économiques.
Entre 1965 et 1969, il collabore à plusieurs publications de la presse écrite, tels la revue Rumo de Lisbonne ou le Diário dos Açores sur des thèmes économiques, sociaux et politiques. À partir de 1967, il exerce la profession d'avocat, spécialisé en droit administratif et droit fiscal, d'abord à Lisbonne, avant de déménager son cabinet à Ponta Delgada en 1975.
En 1969, il devient membre du centre d'études fiscales, participant ensuite aux négociations du traité commercial avec l'Espagne, en 1970, et à diverses réunions de l'OCDE sur la double imposition.

## Parcours politique

### Un défenseur de l'autonomie des Açores
En 1969, il est élu député à l'Assemblée nationale pour la circonscription de Ponta Delgada, et intervient sur de nombreuses questions concernant les Açores. Il travaille ensuite avec Francisco Sá Carneiro sur un projet de révision constitutionnelle, présenté en 1970.
Désigné président du Parti populaire démocrate (PPD) des Açores quatre ans plus tard, il est élu membre de l'Assemblée constituante en 1975, et se fait alors un défenseur de l'autonomie des Açores et de Madère, collaborant activement à la rédaction des dispositions constitutionnelles dans ce domaine. Il fait ainsi partie de la commission désignée par la Junte régionale des Açores pour rédiger le projet de statut provisoire de l'archipel et travaille ensuite à la rédaction du statut politico-administratif de la Région.

### Premier président du gouvernement régional
Après avoir remporté la majorité absolue aux élections régionales du 27 juin 1976 avec 53,8 % des voix et 27 sièges sur 43, Mota Amaral est investi président du gouvernement régional des Açores le 1er septembre, démissionnant dans la foulée de son mandat de député. Candidat à toutes les élections législatives, il renonce systématiquement à siéger pour conserver la direction du gouvernement régional, remportant les élections régionales de 1980, 1984, 1988 et 1992 avec la majorité absolue. Il remporte son meilleur score en 1984 avec 56,4 % des suffrages exprimés, le meilleur pendant les vingt années suivantes.

### Carrière nationale à partir de 1995
Élu député aux élections législatives de 1995, il décide d'occuper son mandat parlementaire et cède la direction du gouvernement des Açores après l'avoir détenue pendant plus de dix-neuf ans. Il renonce également à diriger le PSD régional, devenant dans le même temps vice-président national du parti. Il renonce cependant à cette fonction dès l'année suivante, après avoir été désigné vice-président de l'Assemblée de la République. Membre de la mission d'information parlementaire pour la sixième révision constitutionnelle, formée en 1997, il propose des mesures d'approfondissement de l'autonomie insulaire, et obtient d'être, en 1998, rapporteur du projet de révision du statut d'autonomie des Açores.
À la suite de la victoire du centre droit aux élections législatives anticipées de 2002, Mota Amaral est élu, le 5 avril, président de l'Assemblée. Il entame une profonde réforme du règlement, qui organise désormais un débat mensuel avec le Premier ministre. Les socialistes ayant remporté les élections législatives anticipées de 2005, il cède son poste à Jaime Gama le 9 mars, tout en continuant de siéger au Parlement.